# Маунд-Баю (Міссісіпі)
Маунд-Баю (англ. Mound Bayou) — місто (англ. city) в США, в окрузі Болівар штату Міссісіпі. Населення — 1534 особи (2020).

## Географія
Маунд-Баю розташований за координатами 33°52′51″ пн. ш. 90°43′40″ зх. д. / 33.88083° пн. ш. 90.72778° зх. д. (33.880724, -90.727868).  За даними Бюро перепису населення США в 2010 році місто мало площу 2,27 км², з яких 2,27 км² — суходіл та 0,00 км² — водойми.

## Демографія
Згідно з переписом 2010 року, у місті мешкали 1533 особи в 580 домогосподарствах у складі 368 родин. Густота населення становила 675 осіб/км².  Було 649 помешкань (286/км²).
Расовий склад населення:
| - 98,6 % — чорних або афроамериканців - 1,3 % — білих - 0,1 % — азіатів |

До двох чи більше рас належало 0,1 %. Частка іспаномовних становила 0,9 % від усіх жителів.
За віковим діапазоном населення розподілялося таким чином: 29,0 % — особи молодші 18 років, 60,0 % — особи у віці 18—64 років, 11,0 % — особи у віці 65 років та старші. Медіана віку мешканця становила 31,5 року. На 100 осіб жіночої статі у місті припадало 78,9 чоловіків;  на 100 жінок у віці від 18 років та старших — 70,3 чоловіків також старших 18 років.
Середній дохід на одне домашнє господарство  становив 29 746 доларів США (медіана — 22 974), а середній дохід на одну сім'ю — 33 144 долари (медіана — 26 429). Медіана доходів становила 25 694 долари для чоловіків та 26 964 долари для жінок. За межею бідності перебувало 43,7 % осіб, у тому числі 54,2 % дітей у віці до 18 років та 22,1 % осіб у віці 65 років та старших.
Цивільне працевлаштоване населення становило 509 осіб. Основні галузі зайнятості: освіта, охорона здоров'я та соціальна допомога — 27,3 %, публічна адміністрація — 17,3 %, мистецтво, розваги та відпочинок — 12,4 %, виробництво — 9,6 %.